# Jacek Koralewski
Jacek Franciszek Koralewski (ur. 15 stycznia 1949 w Bronisławiu) – polski samorządowiec, inżynier, prezydent Stalowej Woli w latach 1990–1994.

## Życiorys
W 1971 ukończył studia w Wyższej Szkoły Inżynierskiej w Kielcach. Wcześniej kształcił się w Rzeszowie, z uczelni został usunięty za udział w wydarzeniach marcowych w 1968. W latach 70. pracował w zakładach remontowych i naprawczych, od 1976 zawodowo związany z Hutą Stalowa Wola.
W 1980 wstąpił do „Solidarności”, był delegatem na I WZD Regionu „Ziemia Sandomierska”. Po wprowadzeniu stanu wojennego współpracował z niejawnymi strukturami związku. W 1989 współtworzył Komitet Obywatelski w Stalowej Woli.
Od 1990 do 1994 był prezydentem Stalowej Woli, następnie przez cztery lata radnym, a od 1998 do 2002 przewodniczącym rady miejskiej. Zatrudniony w Miejskim Zakładzie Komunalnym Stalowa Wola Sp. z o.o. jako kierownik działu.
W 2002 bez powodzenia z koalicyjnej listy Podkarpacie Razem kandydował do sejmiku podkarpackiego. Mandat radnego objął w 2005 w miejsce Dariusza Kłeczka, zasiadł w klubie Prawa i Sprawiedliwości. W 2006 został z ramienia tej partii wybrany do rady powiatu stalowowolskiego, a następnie powołany w skład zarządu tego powiatu. W 2010 i 2014 nie był ponownie wybierany.
W 2018 odznaczony Krzyżem Kawalerskim Orderu Odrodzenia Polski.